# Sterling Winthrop
Sterling Winthrop, Inc. (bis in die späten 1980er Jahre als Sterling Drug bekannt) war ein Pharmaunternehmen in den Vereinigten Staaten, das nach dem Ersten Weltkrieg die US-amerikanische Bayer Co durch Zwangsverkauf übernommen hatte und daher bis in die 1990er Jahre die Namensrechte an Bayer in den USA und Kanada hielt.

## Geschichte

### Gründerjahre
Die beiden Apotheker William Erhard Weiss und Albert H. Diebold gründeten 1901 mit drei weiteren Partnern eine Firma in Wheeling, West-Virginia, zuerst noch unter dem Namen Neuralgyline Company, deren Geschäftszweck die Herstellung und Verkauf eines Schmerzmittels war. Die drei Partner wurden bald ausgezahlt und Weiss und Diebold kamen zu dem Schluss, dass eine weitere Expansion am besten durch Zukauf von Produktlinien zu erreichen wäre. Diese Geschäftspolitik führte wie ein roter Faden durch die kommenden Jahrzehnte, in denen rund 130 andere Firmen direkt oder indirekt erworben wurden und zu einem frühen Mischkonzern führte. Danderine Company war der erste Erwerb 1906, kurz darauf folgte die namensgebende Sterling Remedy, die ein Mittel zum Abgewöhnen des Rauchens vertrieb. 1912 wurde die California Fig Syrup Company übernommen, die ein sennahaltiges Abführmittel verkaufte. Thompson-Koch war auf Werbung spezialisiert und blieb bis in die 1980er Jahre die Inhouse-Marketingagentur von Sterling. Immaterielle Vermögensgüter wurden in Synthetic Patents gebündelt.:22–23

### Der Bayer-Coup
1917 war Neuralgine längst nicht mehr das Hauptprodukt, und der ursprüngliche Firmenname war auch schwer auszusprechen, darum wurde das Unternehmen in Sterling Products umbenannt. Weil wegen des Krieges viele Grundchemikalien nicht mehr importiert werden konnten – sie kamen teilweise aus Deutschland – wurde die Winthrop Chemicals aus der Taufe gehoben, die die Vorprodukte herstellen sollte. Mit dem Kriegseintritt der USA wurden die Vermögenswerte deutscher Firmen beschlagnahmt – die von Bayer Co mit Sitz in Rensselaer, New York am 10. Januar 1918. Im 19. Jahrhundert war es für deutsche Chemiefirmen zur Bewahrung des Know-hows üblich gewesen, nur im Inland zu produzieren, aber die US-Zollbestimmungen hatten Bayer dazu bewegt, 1903 eine Produktion für Aspirin und Farben in den USA aufzubauen. Die Versteigerung fand am 12. Dezember 1918 statt, aus der William Weiss mit einem Gebot über 5,3 Millionen $ erfolgreich hervorging.:23–24 Den Bereich der Farben verkaufte er für 1,5 Millionen $ weiter, dieser sollte letztendlich 1978 bei der BASF landen.
Weiterhin war Sterling auch erfolgreich darin, die Rechte an den Bayer-Warenzeichen für das Britische Commonwealth vom British Alien Property Control Board zu erwerben. Sterling hatte damit Stärken im Vertrieb in Nord- und aufgrund der relativen Nähe auch in Lateinamerika, es fehlte jedoch die technische Kompetenz zum reibungslosen Betrieb der Produktionsanlagen. Daher kam es in den kommenden Jahren zu vertraglichen Vereinbarungen mit Bayer Deutschland.
Ende 1920 gab es einen Kompromiss für den lateinamerikanischen Markt. Sterling erhielt die lateinamerikanischen Lizenzen für Aspirin und erklärte sich bereit, keine anderen rezeptpflichtigen Medikamente zu vermarkten. Die Acetylsalicylsäure würde aus Deutschland von Bayer geliefert werden, und man teilte sich den Gewinn 75 % Bayer / 25 % Sterling auf. 1923 gab es weitere vertragliche Vereinbarungen: a) Zum einen erhielt Sterling für Nordamerika die Erlaubnis, einige der Bayer-Medikamente in Rensselaer durch Winthrop Chemicals mit Unterstützung durch produktionstechnische Bayer-Expertise herzustellen; dafür erhielt Bayer 50 % der Winthrop Gewinne – dies wurde später in einen 50-%-Eigentumsanteil gewandelt. b) Zum anderen wurde bestätigt, dass Sterling in den USA, Kanada, Großbritannien, Australien und Südafrika die Namensrechte an „Bayer“ hielt, aber man schloss aus, dass Sterling diesen für die Vielzahl sonstiger OTC-Produkte nutzen könne, dass Bayer-Medikamente unter Sterlings Namen vertrieben werden oder dass Sterling Bayer-Patente bzw. Markenrechte irgendwo sonst in der Welt angriff. Auch für das Commonwealth wurde vereinbart, dass Bayer die Aspirin-Produktion übernehmen solle und die Gewinne 50:50 geteilt werden.
Bayer Deutschland ging 1925 in den IG Farben auf, und Sterling konnte den Rechtsnachfolger von Bayer überzeugen, dass die geschlossenen Kooperationsverträge nach wie vor gelten. So konnten über das Lizenzierungsabkommen die neusten Pharma-Innovationen aus Deutschland in den US-Markt eingeführt werden, u. a.
- Phenobarbital, ursprünglich eingesetzt um Angstgefühle und Schlaflosigkeit zu lindern,
- Salvarsan und Neo-Salvarsan zur Behandlung von Syphilis,
- Prontosil, ein frühes Antibiotikum,
- Novocain, das erste Lokalanästhetikum und davon abgeleitete Mittel wie Lidocain,
- Mepacrin, zur Bekämpfung von Malaria.

### Weitere Expansion
Zukäufe für Sterling waren Phillips Milk of Magnesia (1923), einem Antazid, sowie im zahnärztlichen Bereich die Cook Laboratories (1927) und die Antidolor Company (1928).
Von März 1928 bis August 1933 war Sterling Products zusammen mit der Drugstore-Kette United Drug, die unter der Führung von Louis K. Liggett etwa 20 % der 60.000 US-Drogerien kontrollierte, unter einer gemeinsamen Dachholding namens Drug Inc. verschmolzen. Unterschiedliche Strategien der beiden Firmen und Differenzen zur Aufteilung des Gewinns führten nach 5 Jahren zur Auflösung des Konstruktes. Sterling hatte z. B. 1932 eine Umsatzrendite von 30 %, wohingegen das Einzelhandelsgeschäft von United Drug nur 5 % abwarf.:24f
In den 30er Jahren gab es weitere Firmenkäufe: R.L. Watkins, die Dr. Lyons’ Zahnpulver herstellten, und Dalatone. Die American Ferment Co ergänzte das Portfolio mit Papain-Produkten, die Cleveland Chemical Co mit Magenmitteln und Fairchild Brothers and Foster stellten pHisoDerm und topHisoHex (Seife/Desinfektionsmittel) her. Mit der Übernahme von Sydney Ross aus Newark, NJ, die mehrere Werke in Lateinamerika besaßen, wurde im Jahre 1938 ein deutlicher Schritt Richtung Internationalisierung gegangen.:25
Die beiden Gründer Weiss und Diebold zogen sich im Dezember 1941 von der Firmenleitung zurück, nachdem mit dem Kriegseintritt der USA die in den 20er Jahren getroffene Vereinbarungen mit IG Farben als Verletzung von kartellrechtlichen Bestimmungen ausgelegt wurden. Die Spitze übernahm Edward S. Hills, ein Rechtsanwalt, der das Unternehmen bereits in markenrechtlichen Verhandlungen vertreten hatte, und James Hill, der ehemalige Finanzdirektor.:25 Sterling änderte am 15. Oktober 1942 seinen Namen in Sterling Drug, Inc., um Verwechselungen mit anderen Firmen zu vermeiden, die es verhinderten, in einigen Bundesstaaten lizenzierte Aufgaben zu übernehmen.
Ebenfalls 1942 wurde die Salvo Chemical Corporation erworben, deren Hauptprodukt Vanillin ist, das aus Holzresten, insb. Lignin gewonnen wurde. Weiter wurde bei Salvo auch das Zimpro-Verfahren (nach dem Erfinder benannter Zimmerman-Prozess) entwickelt, ein Verfahren zur Abwasserreinigung per nasser Oxidation unter hohem Druck und Temperatur, was den Einstieg in die Umweltverfahrenstechnik ermöglichte.
Die Frederick Stearns Company wurde 1944 übernommen. Sie war 1855 von einem Apotheker gegründet worden und stellte die Nyal-Produktserie her (Übernahme der New York and London Drug Company 1904), die vor allem in Australien Erfolg hatte. Mark Hiebert, MD, der medizinische Direktor von Frederick Stearns wurde 1955 Generaldirektor von Sterling und nach dem Tod von James Hill im Jahre 1962 übernahm er seine Position als Aufsichtsratsvorsitzender.
Um die Produktion in Rensselaer zu ergänzen, wurde 1945 die Hilton-Davis Company und 1947 die McKayDavis Chemical Company gekauft, hauptsächlich um die steigende Nachfrage nach Salicylsäure zur Produktion von Bayer Aspirin zu decken.

### Nachkriegszeit
1966 übernahm Sterling Drug die Firma Lehn & Fink, den Hersteller des Desinfektionsmittels Lysol. Lehn & Fink war nach dem Auslaufen des Aspirin-Patents im Jahre 1917 neben der United Drug Co. einer der treibenden Kräfte gewesen, welche die Marke Aspirin angegriffen hatten, was letztendlich zur Erklärung der Gemeinfreiheit in den USA führte.
Im Laufe der Zeit versuchte Bayer mehrfach, seine Namensrechte inkl. Bayer-Kreuzlogo von Stirling in verschiedenen Märkten zurückzubekommen. In den USA (und Kanada, wo der Markenschutz bestehen blieb) vermarktete Sterling Aspirin erfolgreich als rezeptfreies OTC-Medikament, wohingegen es in Großbritannien, Australien und einigen anderen Märkten verschreibungspflichtig war. Die Verkaufszahlen gingen in diesen Ländern auch durch die Konkurrenz anderer Schmerzmittel zurück und das Medikament verschwand dort größtenteils in den 1960er Jahren. Schließlich gab Sterling nach und übertrug 1970 die immateriellen Vermögenswerte für 2,8 Mio. US-Dollar zurück – ausgenommen seine etablierten Märkte USA, Kanada, Jamaika und Trinidad. Weiterhin wurde mit Zustimmung von Sterling im Jahr 1986 die US-Holdingtochter von Bayer von Rhinechem Corporation in Bayer USA Inc. umbenannt.:23f
Sterling betrieb während der letzten zwei Jahrzehnte seiner Existenz etwa 70 Fabriken in rund 40 Ländern und verfügte über eine vertriebliche Infrastruktur in über 130 Ländern.:26

### Endphase
1988 übernahm Eastman Kodak als weißer Ritter für 5,1 Mrd. US-Dollar das Unternehmen, um ein feindliches Übernahmeangebot durch Hoffmann-La Roche abzuwehren.:26  Im Juni 1994 übernahm Sanofi für 1,68 Mrd. US-Dollar den Pharmabereich mit verschreibungspflichtigen Arzneien, und im August wurde das OTC-Segment mit verschreibungsfreien Medikamenten (inkl. des Bayer Aspirin) für 2,925 Mrd. US-Dollar an SmithKline Beecham verkauft.
Bayer hatte in dem Bieterwettbewerb teilgenommen, war aber unterlegen. Kurz darauf konnte jedoch mit SmithKline Beecham eine Einigung erzielt werden, das nordamerikanische OTC-Geschäft für 1 Mrd. US$ zu übernehmen, womit in den USA und Kanada die Namensrechte inkl. des Bayer-Kreuzlogos zurück an die Bayer AG gingen. Die restlichen Aktivitäten von Sterling-Winthrop (z. B. Lehn & Fink) wurden von der Mutter Kodak bald auch verkauft, so dass Sterling Ende 1994 aufgelöst war.